# 이휘도
이휘도(李徽道, 1652년 - 1738년)는 조선시대 후기의 문신, 의병장, 시인이다. 1728년(영조 5) 3월 이인좌의 난 당시 영남 의병장의 한 사람이다. 3월 11일부터 4월 5일까지 순흥지역 의병대장으로, 영주 나학천 의병대, 풍기군 권경렴 의병대와 함께 정희량군과 교전했다. 다른 이름은 이징도(李徵道)이다. 초명은 휘도(輝道), 자(字)는 이시(以時), 이상(以相)이고, 호는 무릉(武陵), 광문옹(廣文翁)이다. 본관은 우계(羽溪)이며, 도촌 이수형(李秀亨)의 6대손이다.
1710년(숙종 46) 경인 증광 문과에 병과로 급제하여, 전적, 찰방, 성균관직강 등을 지내고, 조봉대부를 역임하였다. 1728년 이인좌, 정희량 등이 청주성에서 거병하자, 순흥지역에서 의병을 일으켜 무신창의(戊申倡義)하고, 이인좌군과 교전하였다. 그는 순흥지방의 의병대장으로 추대되어 활동하였다. 그러나 이인좌의 난이 경상도에서 많이 호응했다는 이유로 포상을 받지 못했다. 1734년 다시 성균관직강에 제수됐으나 부임하지 않았다. 일부 문헌에서는 이징도(李徵道)라는 이름으로도 등장한다.

## 생애

### 출생과 가계
1652년(효종 4) 경상북도 순흥부 동북면(順興府 東北面)에서 태어났으며, 생일은 미상이다. 도촌 이수형(李秀亨)의 넷째 아들 선공감 감역 이성근(李盛根)의 5대손으로, 생부는 통덕랑 이성명(李聖命)으로, 생모는 원주이씨(原州 李氏)로 만문 이시암(晩聞 李時馣)의 딸이다. 딸만 있던 그의 삼촌 부호군 이성유(李聖兪)의 양자로 입양되었다. 숙모이자 양어머니 원주이씨(原州 李氏)는 이문욱(李文煜)의 딸이다. 그는 순흥부 동북면 출신인데, 순흥향교 원임안(順興鄕校 原任案)에 그가 순흥부 동북면 출신이라 하였다.
처음 이름은 휘도(輝道)였는데, 뒤에 휘도(徽道) 또는 징도(徵道)로 개명하였다.
그의 6대조 도촌 이수형은 전생서령, 평시서령을 역임했으나 1455년(단종 3) 수양대군의 단종 폐위에 분개하여 벼슬을 버리고 처가 봉화군 문단리 근처 봉화 도촌으로 낙향, 영월을 찾아 관란 원호, 어계 조여 등과 단종의 안부인사를 다니고 시국을 논하다가, 단종이 사사되자 3년상복을 입은 뒤, 산으로 들어가 삼면은 벽이고 북쪽으로 문이 난 집을 짓고 평생을 은거하였다. 도촌 이수형의 넷째 아들인 그의 5대조 선공감감역 이성근이 봉화군 도촌에서 순흥부로 이주해왔다. 증조부 이흥문은 임진왜란 당시 만취당 김개국 순흥지역 의병대장 휘하에서 의병으로 활동했고, 할아버지 이여혐은 병자호란 당시 순흥에서 창의하여 의병을 일으켰다.
중부이자 양아버지였던 이성유는 절충장군 행용양위부호군을 역임했다. 그의 양아버지 이성유는 87세까지 장수하였다. 생부 이성명은 최종 관직은 통덕랑이었고, 생모 원주이씨의 조카는 눌은 이광정(訥隱 李光庭)이다.
본생가의 친동생으로 이홍도(李弘道), 이관도(李貫道), 이진도(李晉道), 이태도(李泰道) 등이 있었고 황여승(黃汝昇)에게 출가한 누이가 1명 있었다. 양가로는 동생 이경도(李敬道)와 사촌누이이자 양가 누이로 함창인(咸昌人) 진하부사(晉河府使) 김구정(金九鼎)의 증손 김익창(金益昌)에게 출가한 이씨와, 김덕추(金德秋)에게 출가한 이씨 2명이 있었다. 양가의 동생 이경도는 경인상후평복왕세자평복합2경증광문무과전시방목의 이휘도 편의 안항 항목에 의하면 서제(庶弟)로 등재되었다.
야성송씨(冶城宋氏) 통덕랑 송시의(宋時毅)의 딸과 혼인, 아들 송년(松年), 통덕랑 백년(栢年) 등을 두었다. 송년은 그의 큰아버지 성임(聖任)의 손자이자 사촌형제 해로(海老)의 양자로 입양보냈다. 딸 1명은 충재 권벌(沖齋 權橃)의 후손 두명(斗明)의 아들 안동인 권즙(權葺)에게 출가했다.
교류하던 인물로는 눌은 이광정(訥隱 李光庭), 단구 황창술(丹丘 黃昌述), 친척이기도 한 이기정 등이 있었다.

### 생애 초반
초기 삶과 사승관계, 성품 등에 대한 기록은 전하지 않는다.
유학(幼學)으로 성균관 유생이 되고 1710년(숙종 46) 경인 6월 8일 증광 문과에 병과(丙科) 18위로 급제하였다. 이는 숙종이 병에서 회복되고 동궁이 학질에서 회복된 경사로 시행된 과거였다. 권상일의 청대일기 3권에 의하면 6월 4일에 입격했다 한다. 관인(館人)이 시지(試紙)와 주초(朱草)를 가지고 왔는데, 책문이 차하(次下)로서 3등等 제16인이었다. 그 중 장원은 이태원(李太元)이고, 권 영산(權靈山) -두경(斗經)- 척숙이 제2인이며, 우리 영남에서 급제한 사람은 여섯이었다. 김 진사(金進士) -간(侃)-, 이징도(李徵道) 어른, 상사 손명래(孫命來), 강륜(姜綸) 등과 아울러 권 영산과 나이다(館人持試紙及朱草來。以策次下。參三等十六人矣。壯元李太元。權靈山斗經戚叔居第二。吾嶺得參者六人。金進士丈侃李丈徵道孫上舍命來姜綸。並靈山及吾) 하였다.
1711년(숙종 46) 8월 순흥향교의 초헌이었다.
1711년(숙종 46) 8월 16일 행성균관전적(行成均館典籍)에 제수되어 상경하고, 그해 선교랑(宣敎郞)을 거쳐 후에 성균관 직강(直講)을 역임했다.
1725년(영조 1) 9월 26일 장단 도원도찰방(桃源道察訪)으로 부임하였다. 1726년(영조 2) 2월 임징하(任徵夏)가 영조에게 근본을 세우고, 기강을 엄숙히 할 것과 사치 금지를 상소하였는데, 이 중 "일란(一亂)을 당한 뒤에 일치(一治)의 책임을 맡은 자"라는 발언이 문제가 되었다. 소론과 남인에서는 경종이 일란이냐며 선왕을 모독했다는 탄핵 상소를 올렸다. 그해 2월 22일 그는 임징하의 사형을 상주하는 유학 이순흠(李舜欽)을 소두로 하는 공동 연명상소에 서명하였다.
도원도찰방직을 사퇴한 시점은 알려진 것이 없으나 무신창의록에 의하면 1728년(영조 5) 3월 8일 순흥 지역에서 창의할 당시 그는 전 찰방이었다 한다.
1718년부터는 순흥향교 일에 관여하였다. 1718년 12월 22일 순흥향교 봉안제 집사 분정(奉安祭 執事分定)에서 그는 동종사 헌관(東從祀獻官)이었고, 1721년 8월 9일 순흥향교 석존제 집사(釋奠祭執事)에 초헌관(初獻官)이었다.

### 이인좌의 난과 순흥지역 의병대장
1728년(이조 영조 5) 3월~4월 이인좌의 난 당시 순흥지역 의병을 거병하고 순흥지역 의병대장이 되었다. 1728년(이조 영조 5) 3월 무신 이인좌(李麟佐)와 정희량, 박필현 등 소론 강경파가 거병하여 청주성에서 밀풍군 이탄(密豊君 李坦)을 추대하여 반란, 이인좌의 난이 일어났다. 이인좌의 난이 경상도로 확산되자, 남인 일부는 협력하였다. 그러나 이휘도는 순흥에서 의병을 조직하여 무신창의(戊申倡義)를 일으켰다. 영주군(榮州郡)의 나학천이 의병대를 조직하여 거병, 인근 고을에 창의를 건의하자 그는 3월 11일 순흥 지역에서 의병을 일으켜 호응하였다. 참모로는 황우일(黃宇鎰), 서기로는 박경지(朴敬祉), 서만유(徐萬維) 등이 참여하오 순흥부 지역 양반, 사족, 장정을 소집했다.
그는 당시 순흥지방의 의병대장으로 추대되어 이인좌 반군에 맞서 싸웠다. 그러나 이인좌의 난이 가장 성했던 곳이 영남이라는 이유로 영조는 영남유생들의 출사길을 제한하게 되면서, 그 역시 아무런 포상을 받지 못한다.
이때 그의 친족들 중에도 일부 의병장에 자원하여 전적 이진주는 의병대 참모, 유학(幼學) 이세식(李世植)은 정제유사의 1명이었고, 친동생 유학(幼學) 이진한(李鎭漢)은 소모장의 1명이었다. 종성부사로 부임해가던 황익재 등도 영남초모사로 와 의병모집에 가담하였다.
4월 1일에는 향청에 모여 순흥지역 의병장 이징도(李徵道), 참모 전적 이진주(參謀典籍李鎭周), 참모 진사 황우일(進士黃宇鎰) 등이 모여 회합하여 조약을 세우고, 도내 고유문을 작성했으며 안동군으로도 사발통문을 보냈다. 4월 5일 이인좌의 난이 평정됐다는 문서가 도착하자, 의병진을 해산하였다.
1728년(영조 5) 7월 15일 분무원종공신(奮武原從功臣) 혹은 양무원종공신(揚武原從功臣)을 녹훈할 때 이휘도와 영주 의병대장 나학천 및 영주, 풍기, 순흥지역 의병장들이 녹훈 대상에서 제외되었다. 일각에서는 반발했지만 그는 개의하지 않았다.
1731년(영조7) 2월 22일 경상도암행어사 이흡(李潝)이 상소를 올려 이인좌의 난 당시 호응하지 않고 의병을 조직한 창의사 영천(榮川, 영주) 출신 전 승지 나학천(羅學川)과 순흥 출신 전 찰방 이휘도의 시상을 상주하였다. 이흡은 이들이 80대의 고령임을 들어 속히 포상을 상주하였으나, 영조는 비답을 내리지 않았다. 이흡은 다시 상소를 올려 나학천, 이휘도 및 순흥, 영주, 풍기지역 의병의 포상을 건의했지만 영조는 이를 거부하였다. 12월 22일 부교리 이흡이 상소를 올려 다시 나학천, 이휘도 등이 포상받게 됐다는 소식을 영남 사람이 통쾌히 여긴다며 나학천, 이휘도의 포상을 건의하였으나, 영조는 비답을 내리지 않았다.

### 생애 후반
1734년(영조 10) 4월 29일 성균관직강(直講)에 임명되었으나, 부임하지 않았다. 그해 6월 10일 기한 내에 올라오지 않는다는 이조의 정장으로 면직되었다. 그는 순흥 내죽리 직방재(直方齋)의 퇴계 이황 친필 현판이 훼손, 마멸되는 것을 두려워하여 재생(寶生) 이진주(李鎭周)에게 부탁하여 벽지를 잘라내어, 벽지로 직방재 현판의 그을음과 때를 긁어내고 씻게 하였다. 최종 관직은 조봉대부 행성균관직강이었다.
그는 지역 주민이자 친척인 이기륭이 순흥부사 이명희에게 순흥 금성단의 개보수를 건의하여 성사시키자, 이에 참여하였으며 금성단 개수에 참여 순흥신단 고유문을 지었다. 뒤에 영주 소수서원 원장을 역임했다.
만년에는 6대조 이수형의 사적을 찾아 눌은 이광정을 찾아가 묘지명, 행장을 부탁했으나 완성을 보지 못하였다. 이휘도는 1738년에 사망하였는데 사망일자는 사망원인은 미상이다. 그의 사후 오랫동안 그의 사망년대와 사망당시 연령 모두 실전되었다. 1968년 이후 조선시대의 문과 급제자 명부인 국조방목을 국사편찬위원회에서 번역, 교열하면서 그가 1652년생이라는 사실이 확인되었다. 그러나 그의 사망년대, 사망 당시의 나이는 2000년 이후 순흥지역 향토지 재향지, 순흥지가 공개되기 전까지 알려지지 않았다.

### 사후
묘소의 위치도 불확실하여 조동 해좌(曺洞亥坐)로 기록되었고, 그의 부인 야성송씨의 묘소는 봉화 응방산 건좌(鷹坊山 乾坐)에 있다.
영조가 영남유생들의 출사에 제한을 걸게 되면서 그의 자손, 문인 역시 불이익을 받았다. 공신, 원종공신으로도 책록되지 못했고 줄곧 잊혀졌으며, 순흥, 풍기의 의병 역시 원종공신 녹훈을 받지 못했다. 그가 남긴 유문 역시 간행되지 않았다. 족보에는 그의 생년 기록도 실전되었다가 1968년 이후 국사편찬위원회에서 국조방목을 복원하는 과정에서 생년이 알려졌다. 그의 사망년대는 실전되어 미상이었으나, 2008년 한국고전번역원의 고전 한글국역 과정에서 안정구가 쓴 재향지(梓鄕誌)에 그가 86세를 살았다는 것이 확인되었다.

## 저작
- 무릉집
- 취사선생문집 발문(炊沙先生文集跋)
- 山澤齋權泰時挽詞
- 寓庵南九明挽詞
- 白南金始金+賓挽詞

## 가계
이성명의 아들이나 숙부 이성유의 양자로 입양하였다.
안정구가 쓴 재향지(梓鄕誌)에 의하면 고조부 호군 이공(李拱)은 84세, 호군 이성유(李聖兪) 87세, 찰방 이징도(李徵道) 86세. 이성유(李聖兪)의 아들이다. 〈문과(文科)〉 조목에 보인다. 는 기록을 남겼다.
- 고조부 이공(李拱, 1528년[25] ~ 1612년 3월 16일[26], 어모장군 행 권관, 이수형의 손자)
- 증조부 이흥문(李興文, 1555년 ~ ?, 호는 수북(水北), 생원), 임진왜란 당시 김개국 의병장 휘하 의병
- 조부 이여혐(李汝謙, 1581년 ~ ?), 병자호란 때의 의병장
- 양부 이성유(李聖兪, 1630년 6월 16일 ~ 1716년, 호군)
- 양모 원주이씨, 이문욱(李文煜)의 딸
  - 양 여동생 우계이씨
  - 양 매제 김익창(金益昌, 함창인, 부사 김구정(金九鼎) 증손)
- 생부 이성명(李聖命, 1630년 ~ 1717년, 통덕랑)
- 생모 원주이씨, 눌은 이광정의 고모
  - 동생 이경도(李敬道)
    - 조카 이중년

  - 동생 이홍도
- 부인 야성송씨(1652년 ~ 1732년), 통덕랑 송시의(宋時毅)의 딸
  - 아들 이송년(李松年)
  - 아들 이백년(李栢年, ? - ?), 통덕랑
  - 며느리 창원황씨(생몰년 미상), 호군 황도현(黃道顯)의 딸
  - 며느리 선성김씨(생몰년 미상), 김구(金榘)의 딸
  - 사위 권이(權葺, 안동인), 아버지는 충재 권벌의 후손 권두명(權斗明)
- 생외조부 이시암(李時馣, 1607년 ∼?, 본관은 원주(原州), 호는 만문(晩聞))

## 같이 보기
- 이인좌의 난
- 영남만인소
- 이광정, 눌은
- 이수형
- 이여빈
- 이진주
- 평영남비
- 무신창의록
- 성균관

## 참고 문헌
- 국조방목
- 승정원일기
- 재향지
- 무신창의록

## 관련 자료
- 영주시사편찬위원회, 《영주시사 4권》(영주시사편찬위원회, 2010)